# Schadeleben
Schadeleben ist ein Ortsteil der Stadt Seeland in Sachsen-Anhalt. Der Ort liegt an der Deutschen Alleenstraße etwa 16 Kilometer nordwestlich der Stadt Aschersleben.

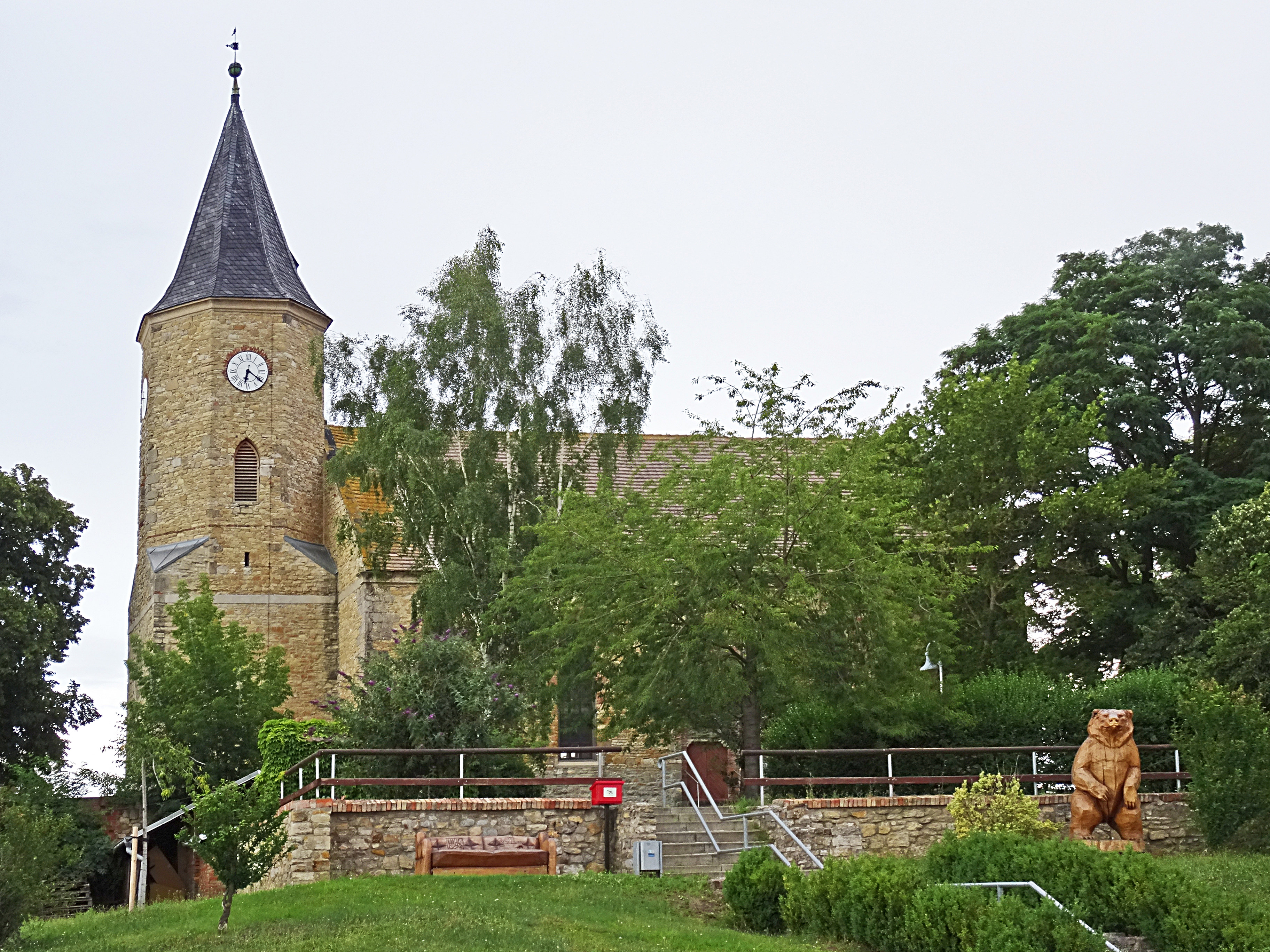
Vor der Sankt-Annen-Kirche

## Geschichte
Der Ortsname Scadenleve ist vom Personennamen Skado abzuleiten. Der Ortsnamenendung -leben liegt ein gemeingermanisches Wort mit der Bedeutung „Überbleibsel, Hinterlassenschaft, Erbe, Überlassenes“ zugrunde. Es handelt sich also um die Hinterlassenschaft des Skado.
Der Ort wurde erstmals im Jahr 1223 in einer Urkunde des Burchard von Mansfeld erwähnt. Die Edelherren von Meinersen waren in Schadenleve begütert. Sie gaben hier um 1250/60 eine Hufe als Lehen an Johannes von Wedderstedt und vier Hufen hier und im benachbarten † Brunsdorf mit zugehörigen Leuten an Johannes Wilde, Bürger in Halberstadt.
Südlich von Schadeleben befand sich bis Anfang des 18. Jahrhunderts der Ascherslebener See, ein langgezogener See, welcher von Aschersleben bis Gatersleben reichte. Der natürlich entstandene, aber verlandete See wurde im 15. Jahrhundert durch Einleitung von Wasser aus in die Selke erneut befüllt, und die Einwohner von Schadeleben und anderen Anliegergemeinden betrieben nun Fischfang. Anfang des 18. Jahrhunderts wurde der See unter Friedrich II. trockengelegt, um die Fläche und die hochwertigen Böden für den Ackerbau zu nutzen. Dabei verschwand die gesamte Wasserlandschaft und aus dem Fischerdorf wurde eine Ackergemeinde. In diesem Zusammenhang kam es auch zur Gründung der Nachbargemeinden Friedrichsaue und Königsaue. Heute ist am südlichen Ortsrand noch der alte „Hauptgraben“ zu sehen. Dieser entstand im Zusammenhang mit dem Entwässerungsprojekt. In seiner zuletzt angelegten Form diente dieser aber im 20. Jahrhundert der Entwässerung der Braunkohletagebaue des Gebietes.
Am 30. September 1928 wurde der Hauptteil des Gutsbezirks Staatliche Domäne Schadeleben mit der Landgemeinde Schadeleben vereinigt. Eine Enklave des Gutsbezirks wurde mit der Landgemeinde Königsaue vereinigt.
Ebenfalls am 30. September 1928 wurde das Hauptgut des Gutsbezirks Rittergut Schadeleben mit der Landgemeinde Schadeleden vereinigt. Der in die Feldmark Hausneindorf hineinragende Teil des Gutsackers wurde mit der Landgemeinde Hausneindorf vereinigt und die Enklave des Gutsbezirks in der Gemarkung Cochstedt mit der Stadt Cochstedt.
1856 begann man, bei Nachterstedt (Mitteldeutsches Braunkohlerevier) Braunkohle abzubauen. Der größte Tagebau, der Tagebau Nachterstedt, erstreckte sich zwischen Schadeleben und (der heutigen Ortslage von) Nachterstedt (mit 70 Metern war er damals einer der tiefsten Tagebaue in Deutschland) und bedrohte zur Zeit der Wende 1989/90 die Gemeinde unmittelbar. So gesehen hat das heutige Schadeleben seine Existenz der Wiedervereinigung zu verdanken, auch wenn in deren Folge die meisten Arbeitsplätze in Bergbau und Landwirtschaft verloren gegangen sind. 1991 wurde der Tagebaubetrieb eingestellt.
Seit dem Jahr 2003 steht der sich im alten Tagebau bildende Concordiasee (2006 circa 4 km²) dem öffentlichen Badebetrieb und dem Segel- bzw. Surfsport zur Verfügung. Im Frühjahr 2005 begann sogar ein regelmäßiger Betrieb des Fahrgastschiffes „Seelandperle“ mit einstündigen Rundfahrten. Infolge des verheerenden Erdrutsches in der Nachbargemeinde Nachterstedt, musste die „Seelandperle“ den Fuhrbetrieb ab 18. Juli 2009 einstellen. Das Schiff wurde ein Jahr später vom Stadtrat der Stadt Seeland verkauft und am 21. September 2010 nach Nienburg/Weser transportiert.
Am 15. Juli 2009 wurde Schadeleben in die neue Gemeinde Seeland eingegliedert. Der letzte Bürgermeister war Ernst Sentner.

## Politik

### Wappen
| | Blasonierung: „Durch Göpelschnitt geteilt von Silber, Grün und Blau; vorn drei grüne Ähren, hinten ein aufrecht stehender silberner Bär, unten ein linksgewendeter silberner Karpfen.“ |
| Wappenbegründung: Die Farben des Ortes sind Grün - Weiß (Silber). Die Göpelteilung wurde gewählt, um im Wappen eine Geschichte erzählen zu können. Die drei grünen Ähren zeugen vom Fleiß der Einwohner, von der Hauptanbaufrucht sowie vom ländlichen Charakter des Dorfes. Gemeindespezifisch ist der Bär. Das Dorf liegt im hügeligen Gelände, also schreitet der Bär bergan. Im Volksmund der Umgebung werden die Schadelebener Bürger „die Bären“ genannt. Eine Geschichte - in mehreren Versionen verbreitet - erzählt von einer Bärenjagd, die die tapferen Schadeleber unternahmen, um das Ungeheuer zu erlegen, das plötzlich zu reden begann und sich als Bauer im Bärenfell entpuppte. Aus diesem Grund hat der Wappenbär keine Zähne und Zunge - es handelt sich ja um einen Menschen. Sein Maul ist jedoch geöffnet, seine Vordertatzen wehren ab: „Tut mir nichts!“ Der Karpfen schließlich symbolisiert die Nähe zu dem ehemaligen Nachterstedter Tagebau, der wieder zum klaren See, der er einst war, werden soll. Das Wappen wurde von der Heraldikerin Erika Fiedler aus Magdeburg gestaltet und am 7. Juni 1996 durch das Regierungspräsidium Magdeburg genehmigt. | |

### Flagge
Die Flagge ist grün - weiß (1:1) gestreift mit dem aufgelegten Ortswappen.

## Persönlichkeiten
- Fritz Annecke (1818–1872), Achtundvierziger-Revolutionär, in Dortmund geboren, aber mit Schadelebener Vorfahren (siehe Literaturangabe) sowie seine ebenfalls nach 1849 in die USA ausgewanderten Brüder Emil Annecke und Carl Annecke
- Erich Klapproth (1894–1945), „Femeurteilsvollstrecker“ der „Schwarzen Reichswehr“, später NSDAP-Funktionär und Gutsbesitzer in Polen

## Verkehr
Der Haltepunkt Schadeleben Ort lag an der Bahnstrecke Aschersleben–Nienhagen. Diese Strecke ist stillgelegt.
In einem Bogen, entlang des Concordiasees, verläuft um den Ort herum der Europaradweg R1, der das französische Boulogne-sur-Mer mit Sankt Petersburg in Russland verbindet.